# Xian de Qin'an
Le xian de Qin'an (秦安县 ; pinyin : Qín'ān Xiàn) est un district administratif de la province du Gansu en Chine. Il est placé sous la juridiction de la ville-préfecture de Tianshui.

## Démographie
La population du district était de 567 553 habitants en 1999.